# Herluin de Conteville
Herluin de Conteville (1001–1066), también a veces transcrito como Harlevin de Burgo y Herlwin de Conteville, fue un noble normando, vizconde de Conteville. Padrastro de Guillermo el Conquistador, y el padre de Odo de Bayeux y Roberto de Mortain, ambos de los cuales adquirieron posiciones prominentes durante el reinado de Guillermo. Murió en 1066, el año en que su hijastro conquistó Inglaterra.

## Conteville y Sainte-Mère-Église
Ningún registro contemporáneo proporciona información sobre el linaje de Herluin, pese a que fuentes posteriores le han asignado padres (como los por otra parte desconocidos Jean de Conteville (965) y Harlette de Meulan). Herluin era un señor con rentas moderadas y algunas tierras al sur del Sena. Fue vizconde de Conteville, probablemente creado por su hijastro, y poseía el honor de Sainte-Mère-Église, en el condado de Mortain. Allí fundó la abadía de Grestain alrededor 1050 con su hijo Robert.

## Matrimonio de Herluin y Herleva
Hacia comienzos del siglo XI, Conteville y sus dependencias aparecen en manos de Herluin, que estaba casado con Herleva, amante de Robert I, Duque de Normandía y ya madre de Guillermo. Herluin y Herleva tuvieron dos hijos y dos hijas: Odo o Eudes, que sería Obispo de Bayeux, y Robert, futuro conde de Mortain. Sus hijas fueron Emma, esposa de Richard Goz, Vizconde de Avranches, y una hija de nombre desconocido, llamada a veces Muriel, casada dos veces, con Enguerrand II de Ponthieu y con Guillermo de la Ferté-Macé. Se decía que Herluin llevó lealmente el cuerpo de Guillermo hasta su tumba en Caen después de su muerte en el incendio de Mantes; sin embargo, esto es imposible porque sucedió en 1087 y Herluin había muerto en 1066.

## Matrimonio de Herluin y Fredesendis
Herluin se casó más tarde con Fredesendis, benefactora de la abadía de Grestain, que es mencionada como esposa de Herluin en la carta de confirmación de la abadía, en 1189. La abadía había sido fundada por Herluin alrededor de 1050, esperando conseguir una cura a su lepra o alguna enfermedad similar. Herluin y Fredesendis tuvieron dos hijos: Raoul de Conteville (m. después de 1089), que poseyó tierras en Somerset y Devon, y Jean de Conteville (que parece haber muerto joven).